# Haniska (powiat Koszyce-okolice)
Haniska – wieś (obec) na Słowacji położona w kraju koszyckim, w powiecie Koszyce-okolice. Pierwsze wzmianki o miejscowości pochodzą z roku 1288. 
Według danych z dnia 31 grudnia 2012, wieś zamieszkiwało 1438 osób, w tym 747 kobiet i 691 mężczyzn.
W 2001 roku rozkład populacji względem narodowości i przynależności etnicznej wyglądał następująco:
- Słowacy – 98,85%
- Czesi – 0,07%
- Ukraińcy – 0,5%
- Węgrzy – 0,22%

Ze względu na wyznawaną religię struktura mieszkańców kształtowała się w 2001 roku następująco:
- Katolicy rzymscy – 92,3%
- Grekokatolicy – 3,74%
- Ewangelicy – 0,86%
- Prawosławni – 0,43%
- Ateiści – 0,86%
- Nie podano – 1,01%